# Axmouth

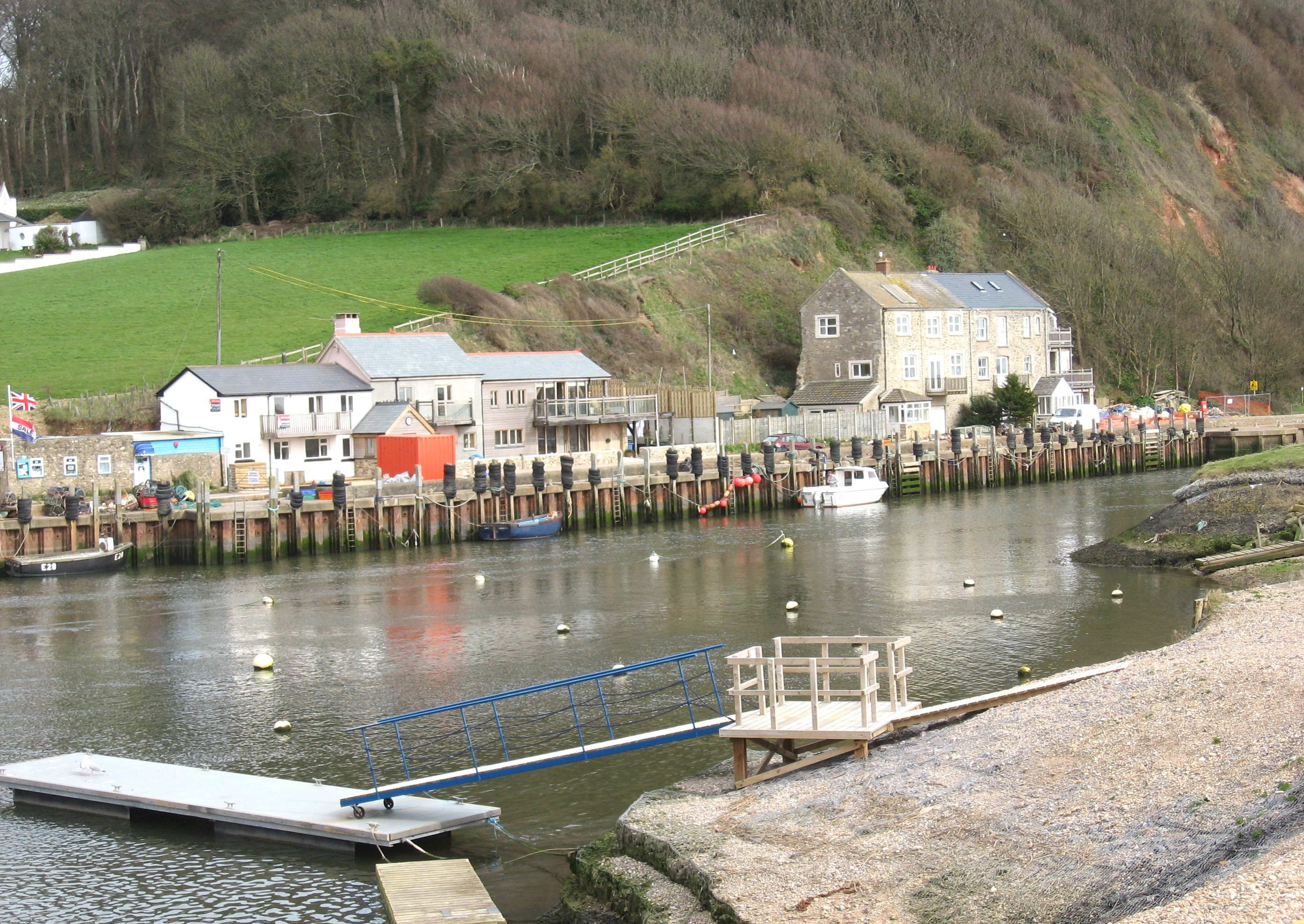
Il molo di Axmouth

Axmouth è un villaggio  con status di parrocchia civile della contea inglese del Devon (Inghilterrasud-occidentale), facente parte del distretto dell'East Devon e situato lungo l'estuario del fiume Axe (come suggerisce il nome), in prossimità della costa che si affaccia sulla Lyme Bay (parte del canale della Manica).  Conta una popolazione di circa 500 abitanti.

## Geografia fisica
Axmouth si trova a circa 1 miglio dalla costa ed è situato tra le località di Colyford e Seaton (rispettivamente a sud della prima e a nord della seconda).

## Storia
Il villaggio sorse intorno al VII secolo. La zona su cui sorge il villaggio è tuttavia abitata almeno sin dall'Età del Ferro, come dimostrano i resti di un forte rinvenuti in loco.
All'epoca del Domesday Book (1086), Axmouth comprendeva 8 villaggi.
Nel 1803, fu costruito ad Axmouth un molo, che consentiva l'accesso a navi del peso massimo di 100 tonnellate. La vocazione marittima di Axmouth cessò però nel 1868, con la costruzione della ferrovia.

## Monumenti e luoghi d'interesse
L'architettura di Axmouth si caratterizza per la presenza di numerosi edifici in stile elisabettiano e per la presenza di fattorie del XVI-XIX secolo. Molti di questi edifici sono rivestiti da tetti in paglia.

### Architetture religiose
Principale edificio religioso di Axmouth è la Chiesa di San Michele: eretta intorno al 1150, presenta un campanile del XV secolo e, al suo interno, una navata del XIII secolo.
|  |